# Follow You
Follow You, född 7 maj 2015, är en fransk varmblodig travhäst som tränades av Sébastien Guarato och kördes av Matthieu Abrivard.
Follow You började tävla i oktober 2017 och inledde med tre raka segrar. Han sprang under sin karriär in 335 050 euro på 23 starter, varav 6 segrar, 2 andraplatser och 4 tredjeplatser. Karriärens största seger kom i Prix Paul Karle (2018).
Han har även segrat i Prix Léopold Verroken (2018), Prix Henri Cravoisier (2018) och kommit på andraplats i Prix de l'Étoile (2018) samt på tredjeplats i Prix Maurice de Gheest (2018), Prix Victor Régis (2018), Prix Ovide Moulinet (2020).

## Statistik
| Statistik för Follow You (Ref.) | Statistik för Follow You (Ref.) | Statistik för Follow You (Ref.) | Statistik för Follow You (Ref.) | Statistik för Follow You (Ref.) | Statistik för Follow You (Ref.) |
| ------------------------------- | ------------------------------- | ------------------------------- | ------------------------------- | ------------------------------- | ------------------------------- |
| Starter                         | Placeringar                     | Startprissumma                  | Segerprocent                    | Platsprocent                    | Rekord                          |
| 23                              | 6-2-4                           | 335 050 euro                    | 26 %                            | 52 %                            | 1.11,7ak,                       |

### Större segrar
| År   | Lopp                  | Kusk              | Vinstbelopp | Grupp   |
| ---- | --------------------- | ----------------- | ----------- | ------- |
| 2018 | Prix Léopold Verroken | Franck Nivard     | 36 000 EUR  | Grupp 3 |
| 2018 | Prix Paul Karle       | Franck Nivard     | 54 000 EUR  | Grupp 2 |
| 2018 | Prix Henri Cravoisier | Matthieu Abrivard | 40 500 EUR  | Grupp 3 |